# نورت لینوود (واشینگتن)
نورت لینوود (به انگلیسی: North Lynnwood) یک منطقهٔ مسکونی در ایالات متحده آمریکا است که در واشینگتن واقع شده‌است. نورت لینوود ۱۶٬۵۷۴ نفر جمعیت دارد و ۱۶۷٫۹۵ متر بالاتر از سطح دریا واقع شده‌است.